# Шабленска тузла
Вижте пояснителната страница за други значения на Тузла.
Шабленска тузла (Тузла) е солено езеро – лагуна, разположено на 3,7 km на изток-североизток от град Шабла.
Отделено е от морето посредством пясъчна коса, широка 140 – 170 m. Подхранва се от морски и изворни води. Площта му е около 20 – 24 ha. Дълбоко е 0,4 – 0,6 m, със средна соленост 40 ‰. През лятото почти пресъхва. Дъното на езерото е покрито с лечебна кал (сероводородна тиня) със запаси повече от 200 000 тона, която се използва за калолечение.